# Isonychus sulphureus
Isonychus sulphureus är en skalbaggsart som beskrevs av Mannerheim 1829. Isonychus sulphureus ingår i släktet Isonychus och familjen Melolonthidae. Utöver nominatformen finns också underarten I. s. seminiger.